# باشگاه فوتبال شینارار
باشگاه فوتبال شینارار (ارمنی: Շինարար Ֆուտբոլային Ակումբ؛ انگلیسی: Football Club Shinarar) یک باشگاه فوتبال در شهر هرازدان و در استان کوتایک کشور ارمنستان می‌باشد که در لیگ برتر فوتبال ارمنستان بازی می‌کند. زمین خانگی این باشگاه ورزشگاه شهر هرازدان بود. 

## تاریخچه
این باشگاه در سال ۱۹۹۲ میلادی منحل شد و در حال حاضر در سطح فوتبال حرفه‌ای فعالیتی ندارد..

## آمار لیگ
| ارمنستان (۱۹۹۲) |              |     |      |     |       |      |        |          |     |        |      |
| فصل             | دسته         | سطح | بازی | برد | تساوی | باخت | گل زده | گل خورده | +/- | امتیاز | مکان |
| ۱۹۹۲            | لیگ دسته اول | ۲   | ۲۶   | ۴   | ۵     | ۱۷   | ۲۷     | ۵۹       | -۳۲ | ۱۳     | ۲۰.  |